# 長崎圭子
長崎 圭子（ながさき けいこ、10月21日 - ）は、日本のフリーアナウンサー。徳島県出身。

## 人物
- 徳島県出身。7歳の時に愛媛県、14歳の時に香川県に移住。
- 1987年年末、交通事故により入院。4年強入院・加療するが、右下肢機能全廃となり「身体障害者2種3級」と認められる。その後、長下肢装具と杖歩行で社会復帰し、民間の企業に就職。その傍ら朗読や点字サークル（主宰）でのボランティア活動を行う
- 1997年にコミュニティFMでアナウンサー活動を開始。その模様がNHK教育テレビジョンの番組「きらっといきる」に取り上げられる。
- この番組を担当するNHK大阪放送局のプロデューサーがその才能を認め、2001年、NHKラジオ第2放送の福祉情報番組「ともに生きる」で毎月1回の準レギュラーとして「圭子のゆうゆうゆう」と題したコーナーを担当。
- 「圭子のゆうゆうゆう」では、自ら身体障害者である長崎が取材・編集・司会の全てをこなす「当事者主体番組」という大阪局初の試みを行った。
- 2003年、「ともに生きる」のメイン司会を担当し、2012年3月の終了まで通算11年間、MCとディレクターを担当し続けた。2012年4月からはこれを発展させたNHK Eテレ「バリバラ〜バリアフリーバラエティー〜」、「バリバラR」のアドバイザーとして番組に携わる。その他、講演や、イベント司会、イベントプロデューサーとしても活動中。
- 現在、二次障害が起こっており、外出の際は電動車いすを使用している。
- パニック障害であることも自身のホームページなどで公表。うまく病気と付き合っていくとしている。
- 現在の身体障害者手帳は「1種2級」となっている。
- ネットゲーム好きで、たまに「Stickam JAPAN」で配信中。
- NHK「バリバラ!」の企画を提出しつつ出演もする。2012年8月17日「セックスの悩み」、12月14日「障害者サミット〜60分生放送」に出演。
- 子宮内膜増殖症のため、ホルモン剤を服用。そのため太ってしまったことからネットで「クリーチャーババア」「クリティカルババア」と書かれたことをブログに記している。